# Bogdan Jaskólski
Bogdan Jaskólski (ur. 1937 r. w Kruszwicy, zm. 19 czerwca 2016 r. w Poznaniu) – katolicki prezbiter, były proboszcz parafii Najświętszego Serca Pana Jezusa w Bydgoszczy, dziekan kapituły katedralnej w Bydgoszczy.

## Życiorys
Jest absolwentem Liceum Ogólnokształcącego im. Jana Kasprowicza w Inowrocławiu, które ukończył w 1954 roku. W tym samym roku wstąpił do Wyższego Seminarium Duchownego w Gnieźnie. Święcenia kapłańskie otrzymał w 11 czerwca 1960 roku. Pracę duszpasterską rozpoczął jako wikariusz w Czerniejewie, a następnie jako kapelan Sióstr Służebniczek Najświętszej Maryi Panny w Pleszewie. Przez rok pełnił również obowiązki kapelana Sióstr Dominikanek w Mielżynie k. Witkowa.
W latach 1962–1969 skierowany został na studia teologiczne do Katolickiego Uniwersytetu Lubelskiego, które ukończył magisterium i licencjatem z teologii fundamentalnej. Przez dwa lata pracował jako wikariusz parafii farnej w Bydgoszczy. W 1971 roku przeniesiono go do parafii Św. Trójcy, gdzie zajmował się duszpasterstwem akademickim. W latach 1978–1982 pełnił funkcję rektora i kapelana Sióstr Klarysek Najświętszego Sakramentu w Bydgoszczy oraz duszpasterza akademickiego.
1 lipca 1982 roku objął funkcję proboszcza w parafii Najświętszego Serca Pana Jezusa w Bydgoszczy, którą sprawował do 2010 roku.  Od początku był w pełni zaangażowany w życie parafii. W świątyni przeprowadzał szereg istotnych inwestycji. W roku 1982 z jego inicjatywy rozpoczęto remont, w 1984 roku kościół podłączono do elektrociepłowni. W 1983 roku rozpoczął budowę domu katechetycznego, którą ukończono po trzech latach. Lata 1982–1988 to czas szeregu inwestycji, którym patronował i przewodził.
5 września 1993, w czasie gdy Bydgoszcz należała do archidiecezji gnieźnieńskiej został mianowany kanonikiem i prepozytem kapituły kolegiackiej w Bydgoszczy, a 6 kwietnia 1996 roku delegatem arcybiskupa gnieźnieńskiego na miasto Bydgoszcz. Od 7 czerwca 1999 roku, po podniesieniu kościoła kolegiackiego do rangi konkatedry został członkiem kapituły konkatedralnej gnieźnieńskiej i był jej członkiem do końca, czyli do powstania diecezji bydgoskiej (25 marca 2004). Po erygowaniu 24 lutego 2006 roku, przez papieża Benedykta XVI, kapituły katedralnej w Bydgoszczy został 25 marca 2006 mianowany przez Jana Tyrawę członkiem tej kapituły.
Przez dwie kadencje był dziekanem dekanatu Bydgoszcz II - Śródmieście.
W latach dziewięćdziesiątych XX wieku podjął inicjatywę spotkań na rekolekcjach wielkopostnych z bydgoskimi środowiskami twórczymi, medycznymi i technicznymi, w czasie których w kościele Najświętszego Serca Pana Jezusa gościli m.in. Mieczysław Maliński, Józef Zawitkowski, Edmund Piszcz, Jan Góra, Jan Tyrawa, Karol Meissner, Stanisław Wielgus oraz Jacek Salij.